# Torneo de Moscú 2009
El Torneo de Moscú fue un evento de tenis que se disputo en Moscú, Rusia,  se jugó entre el 17 y 25 de octubre de 2009.

## Campeones

### Individuales Masculino
Mijaíl Yuzhny vence a  Janko Tipsarević, 6–7(5), 6–0, 6–4.

### Individuales Femenino
Francesca Schiavone vence a  Olga Govortsova, 6–3, 6–0.

### Dobles Masculino
Pablo Cuevas /  Marcel Granollers vencen a  František Čermák /  Michal Mertiňák, 4–6, 7–5, [10–8].

### Dobles Femenino
María Kirilenko /  Nadia Petrova vencen a  María Kondrátieva /  Klára Zakopalová, 6–2, 6–2.